# Hamburgische Anstalt für neue Medien
Die Hamburgische Anstalt für neue Medien (HAM) war bis 28. Februar 2007 die Landesmedienanstalt des Bundeslandes Hamburg. Die HAM war verantwortlich für die Zulassung privater Hörfunk- und Fernsehprogramme sowie nichtkommerzieller Lokalsender. Sie traf Entscheidungen zu deren Verbreitung über Antenne und Kabelnetz in Hamburg sowie über Satellit. Bei den von ihr lizenzierten Programmen sorgte die HAM für die Einhaltung der gesetzlichen Bestimmungen wie zum Beispiel des Jugendschutzes, der Programmgrundsätze und der Werberegelungen.
Der HAM-Vorstand bestand aus sieben Mitgliedern, die von der Bürgerschaft, dem Hamburger Landesparlament, gewählt wurden (§ 38 HmbMedienG). Amtierender Vorsitzender war (2006):
Dietrich Sattler, Pastor, Vorsteher des Rauhen Hauses, vorgeschlagen von der Nordelbischen Evangelisch-Lutherische Kirche und dem Erzbistum Hamburg.
Die Hamburgische Anstalt für neue Medien (HAM) fusionierte zum 1. März 2007 mit der Unabhängigen Landesanstalt für Rundfunk und neue Medien (ULR) des Landes Schleswig-Holstein zur Medienanstalt Hamburg/Schleswig-Holstein (MA HSH). Lothar Jene war von 2000 bis 2007 Direktor der HAM und fungierte bis zu seinem Tod im April 2007 als kommissarischer Direktor der MA HSH.